# Туркестерон
Туркестерон (англ. Turkesterone) — органическое вещество, экдистероид (фитоэкдистероид), получаемый из надземной части растения Живучка туркестанская (лат. Ajuga turkestanica).. Применяется в составе биологически активных добавок к пище, не является лекарством.

Формула туркестерона

## Получение
Туркестерон выделяется из надземной части эндемического растения Живучка туркестанская (Ajuga turkestanica).

## Физико-химические свойства
| Химическая формула      | С27Н44О8                  |
| Молекулярная масса      | 496                       |
| ИК (KBr) ν max (cm−1)   | 3300-3500 (OH), 1660 (CO) |
| УФ (EtOH) λ max (log ε) | 244 (3.95)                |

## Свойства
Туркестерон по заявлениям производителей обладает тонизирующими и адаптогенными свойствами. Также заявляется анаболический эффект. Туркестерон проявляет тонизирующее действие, стимулирует работоспособность, предохраняет от негативного воздействия различных стрессорных факторов. Под действием Туркестерон усиливается биосинтез белка в организме, особенно в мышечной ткани, стимулируется эритропоэз и иммуногенез. Туркестерон гормоноподобными свойствами не обладает. Туркестерон вызывает благоприятные сдвиги в углеводном, липидном, и электролизном обменах, улучшает настроение, психическое и физическое состояние, повышает функциональные возможности организма.
Туркестерон корригирует[неизвестный термин] нарушенный метаболизм в органах и в тканях при различных патологических состояниях (миокардистрофия, токсические поражения печени и почек, анемия, деструктивные изменения слизистой желудка и наружных кожных покровов, переломы костей) и способствует восстановлению их функций, задерживает преждевременное старение организма.
Туркестерон нетоксичен, то есть его LD50>5000 мг/кг. Длительное введение туркестерона показало отсутствие каких-либо токсических эффектов как со стороны крови и мочи, так и со стороны патоморфологии различных органов и тканей. Особый интерес это соединение вызывает своей анаболической активностью в организме. Так, прежде всего обращало на себя внимание увеличение прироста мышечной массы тела. Наряду с уже описанными проявлениями белково-анаболического эффекта, следует отметить и повышение под действием туркестерона общего содержания белка в сыворотке крови, преимущественно за счет альбумина.
Туркестерон не проявляет андрогенного действия , что характерно для всех стероидных анаболических препаратов, следовательно Туркестерон имеет перспективу использования в качестве анаболического средства у женщин и детей.
Туркестерон, по данным отдельных диссертаций середины 1990-х не является допингом и может применяться в спортивно-медицинской практике без каких-либо ограничений с точки зрения антидопингового контроля. Туркестерон рекомендован к широкому использованию, индивидуально или в виде комплексных препаратов в клинической и спортивно-медицинской практике.

## Дозировка
Таблетки[какие?] содержат 200 мг экстракта Живучки туркестанской. Экстракт Живучки туркестанской стандартизован[кем?], содержит не менее 10 % вещества туркестерон, 10 % вещества экдистерон. Также, в экстракте содержатся Циастерон, Аюгастерон и другие фитоэкдистероиды.